# Értelmező rendelkezések a magyar Büntető Törvénykönyvben
A magyar Büntető Törvénykönyvben számos olyan kifejezés szerepel, amelyek szakmai magyarázata szükséges. Az értelmezés különösen azokban az esetekben fontos, amikor az adott kifejezés büntetőjogi tartalma eltér az adott szó/kifejezés köznapi jelentésétől.

## Az 1978. évi IV. törvényben
Az 1978. évi IV. törvény tartalmazott  egy Értelmező rendelkezések fejezetet , amelyben megadta egyes kifejezések törvényi definícióját.

## Az értelmező rendelkezésekben szabályozott fogalmak
- Hivatalos személy
- Közfeladatot ellátó személy
- Külföldi hivatalos személy
- Fegyveres elkövetés ("Fegyveresen követi el a bűncselekményt, aki lőfegyvert vagy robbanóanyagot tart magánál. A fegyveres elkövetésre vonatkozó rendelkezéseket alkalmazni kell akkor is, ha a bűncselekményt lőfegyver vagy robbanóanyag utánzatával fenyegetve követik el.")
- Felfegyverkezve elkövetés ("Felfegyverkezve követi el a bűncselekményt, aki az ellenállás leküzdése vagy megakadályozása érdekében az élet kioltására alkalmas eszközt tart magánál.")
- Kár (A bűncselekménnyel a vagyonban okozott értékcsökkenés; illetve vagyoni hátrány: a vagyonban okozott kár és az elmaradt vagyoni előny.)
- Hozzátartozó
- Bűnszövetség
- Bűnszervezet
- Üzletszerűség
- Háború
- a háború áldozatainak védelmére vonatkozóan Genfben, az 1949. évi augusztus hó 12. napján kelt nemzetközi egyezmények közös 2. Cikkében, valamint ezen egyezmények I. Kiegészítő Jegyzőkönyve 1. Cikkének 4. bekezdésében meghatározott helyzetek
- az a) pontban említett egyezmények II. Kiegészítő Jegyzőkönyvének 1. Cikkében meghatározott helyzetek
- rendkívüli állapot, valamint az alkotmányos rend megdöntésére vagy a hatalom kizárólagos megszerzésére irányuló fegyveres cselekmények, továbbá az élet- és vagyonbiztonságot tömeges méretekben veszélyeztető, fegyveresen vagy felfegyverkezve elkövetett súlyos erőszakos cselekmények miatt elrendelt szükségállapot [Alkotmány 19. § (3) bek. g) és h) pontja, valamint i) pontjának első és második fordulata]
- a XI. fejezet II. címében, illetve a XX. fejezetben meghatározott bűncselekmények esetében a Magyar Honvédség külföldi alkalmazása is [Alkotmány 19. § (3) bek. j) pontja];
- Termék  ("Az ipari és a mezőgazdasági termék (termény), akár nyersanyag, akár félgyártmány vagy készáru. A termékkel egy tekintet alá esik az élő állat, valamint a termelőeszköz akkor is, ha ingatlan.")
- Nagy nyilvánosság ("Nagy nyilvánosságon a bűncselekménynek a sajtó, egyéb tömegtájékoztatási eszköz, sokszorosítás, illetőleg elektronikus hírközlő hálózaton való közzététel útján történő elkövetését is érteni kell.")
- Csoportos elkövetés ("Csoportosan követik el a bűncselekményt, ha az elkövetésben legalább három személy vesz részt.")
- Visszaeső ("Visszaeső a szándékos bűncselekmény elkövetője, ha korábban szándékos bűncselekmény miatt végrehajtandó szabadságvesztésre ítélték, és a büntetés kitöltésétől vagy végrehajthatósága megszűnésétől az újabb bűncselekmény elkövetéséig három év még nem telt el.")
- Különös visszaeső ("Különös visszaeső az a visszaeső, aki mindkét alkalommal ugyanolyan vagy hasonló jellegű bűncselekményt követ el.")
- Többszörös visszaeső ("Többszörös visszaeső az, akit a szándékos bűncselekmény elkövetését megelőzően visszaesőként végrehajtandó szabadságvesztésre ítéltek, és az utolsó büntetés kitöltésétől vagy végrehajthatóságának megszűnésétől a szabadságvesztéssel fenyegetett újabb bűncselekménye elkövetéséig három év nem telt el.")
- Gazdálkodó szervezet
- Szövetséges fegyveres erő ("A kölcsönös katonai segítségnyújtás kötelezettségét tartalmazó hatályos nemzetközi szerződés szerint a Magyar Köztársasággal szövetséges államok fegyveres erői, valamint az e szerződés alapján létrehozott közös katonai szervezetek.")
- Fenyegetés ("Súlyos hátrány kilátásba helyezése, amely alkalmas arra, hogy a megfenyegetettben komoly félelmet keltsen.")
- Az értékcsökkenés fogalmai (138/A. §)

„E törvény alkalmazásában az érték, a kár, a vagyoni hátrány, valamint az adóbevétel, illetőleg a vámbevétel csökkenése
a) kisebb, ha ötvenezer forintot meghalad, de kétszázezer forintot nem halad meg,
b) nagyobb, ha kétszázezer forintot meghalad, de kétmillió forintot nem halad meg,
c) jelentős, ha kétmillió forintot meghalad, de ötvenmillió forintot nem halad meg,
d) különösen nagy, ha ötvenmillió forintot meghalad, de ötszázmillió forintot nem halad meg,
e) különösen jelentős, ha ötszázmillió forintot meghalad.”

## A 2012. évi C. törvény értelmező rendelkezései
A hatályos Büntető törvénykönyv egyrészről egyes fejezetei tartalmaznak értelmező rendelkezéseket, másrészt a záró rész tartalmaz értelmező rendelkezéseket.

„Értelmező rendelkezések
<poem>
459. § (1) E törvény alkalmazásában
1. bűnszervezet: három vagy több személyből álló, hosszabb időre szervezett, összehangoltan működő csoport, amelynek célja ötévi vagy ezt meghaladó szabadságvesztéssel büntetendő szándékos bűncselekmények elkövetése;
2. bűnszövetség akkor létesül, ha két vagy több személy bűncselekményeket szervezetten követ el, vagy ebben megállapodik, és legalább egy bűncselekmény elkövetését megkísérlik, de nem jön létre bűnszervezet;
3. csoportosan követik el a bűncselekményt, ha az elkövetésben legalább három személy vesz részt;
4. erőszakos magatartásnak minősül a más személyre gyakorolt támadó jellegű fizikai ráhatás is, abban az esetben is, ha az nem alkalmas testi sérülés okozására;
5. fegyveresen követi el a bűncselekményt, aki
a) lőfegyvert,
b) robbanóanyagot,
c) robbantószert,
d) robbanóanyag vagy robbantószer felhasználására szolgáló készüléket
tart magánál, vagy a bűncselekményt az a)-d) pontban meghatározottak utánzatával fenyegetve követi el;
6. felfegyverkezve követi el a bűncselekményt, aki az ellenállás leküzdése vagy megakadályozása érdekében az élet kioltására alkalmas eszközt tart magánál;
7. fenyegetés: eltérő rendelkezés hiányában súlyos hátrány kilátásba helyezése, amely alkalmas arra, hogy a megfenyegetettben komoly félelmet keltsen;
8. gazdálkodó szervezet: a polgári perrendtartás szerinti gazdálkodó szervezeten kívül az a szervezet is, amelynek gazdálkodó tevékenységével összefüggő polgári jogi kapcsolataira a polgári perrendtartás szerint a gazdálkodó szervezetre vonatkozó rendelkezéseket kell alkalmazni;
9. hatóság a bíróság és az ügyész is;
10. háború:
a) a háború áldozatainak védelmére vonatkozóan Genfben, az 1949. évi augusztus hó 12. napján kelt nemzetközi egyezmények közös 2. és 3. Cikkében, valamint ezen egyezmények I. Kiegészítő Jegyzőkönyve 1. Cikkének 4. bekezdésében meghatározott helyzetek,
b) az a) pontban említett egyezmények II. Kiegészítő Jegyzőkönyvének 1. Cikkében meghatározott helyzetek,
c) a rendkívüli állapot,
d) a szükségállapot,
e) a háborús és a katonai bűncselekmények esetében a Magyar Honvédség külföldi alkalmazása is;
11. hivatalos személy:
a) a köztársasági elnök,
b) az országgyűlési képviselő, a nemzetiségi szószóló és a Magyarországon megválasztott európai parlamenti képviselő,
c) az alkotmánybíró,
d) a miniszterelnök, a miniszter, az államtitkár, a közigazgatási államtitkár, a helyettes államtitkár és a kormánymegbízott,
e) a bíró, az ügyész és a választottbíró,
f) az alapvető jogok biztosa és helyettese,
g) a közjegyző és a közjegyzőhelyettes,
h) az önálló bírósági végrehajtó, az önálló bírósági végrehajtó-helyettes és a végrehajtói kézbesítésre felhatalmazott önálló bírósági végrehajtó jelölt,
i) a helyi önkormányzati és a nemzetiségi önkormányzati képviselő-testület tagja,
j) a Magyar Honvédség állományilletékes parancsnoka, és az úszólétesítmény vagy a légi jármű parancsnoka, ha a nyomozó hatóságra vonatkozó rendelkezések alkalmazására jogosult,
k) az Alkotmánybíróságnál, a Köztársasági Elnök Hivatalánál, az Országgyűlés Hivatalánál, az Alapvető Jogok Biztosának Hivatalánál, a Magyar Nemzeti Banknál, az Állami Számvevőszéknél, bíróságnál, ügyészségnél, minisztériumnál, autonóm államigazgatási szervnél, kormányhivatalnál, központi hivatalnál, önálló szabályozó szervnél, rendvédelmi szervnél, a Katonai Nemzetbiztonsági Szolgálatnál, az Országgyűlési Őrségnél, fővárosi vagy megyei kormányhivatalnál, önkormányzati igazgatási szervnél, megyei intézményfenntartó központnál vagy köztestületnél közhatalmi feladatot ellátó vagy szolgálatot teljesítő személy, akinek a tevékenysége a szerv rendeltetésszerű működéséhez tartozik,
l) a választási bizottság tagja;
12. közfeladatot ellátó személy:
a) a Magyar Honvédség szolgálati feladatot teljesítő katonája,
b) a polgári védelmi szervezetbe beosztott és polgári védelmi szolgálatot teljesítő személy,
c) a polgárőr a polgárőrségről és a polgárőri tevékenység szabályairól szóló törvényben meghatározott tevékenységének ellátása során,
d) az egyházi személy és a vallási tevékenységet végző szervezet vallásos szertartást hivatásszerűen végző tagja,
e) a bírósági vagy más hatósági eljárásban a védő, a jogi képviselő, a szakértő, és a hivatalos személynek nem minősülő kézbesítési végrehajtó,
f) az egészségügyi dolgozó és az egészségügyi szolgáltatóval munkavégzésre irányuló jogviszonyban álló más személy az egészségügyről szóló törvényben meghatározott esetekben,
g) az állami mentőszolgálat, valamint a mentésre feljogosított más szervezet tagja a mentéssel és betegszállítással összefüggésben,
h)176 az önkormányzati és a létesítményi tűzoltóság, valamint az önkéntes tűzoltó egyesület tagja a tűzoltási és műszaki mentési feladatainak ellátása során,
i) a nemzeti köznevelésről szóló törvényben meghatározott esetben a pedagógus, valamint a nevelő és oktató munkát közvetlenül segítő alkalmazott, továbbá a nemzeti felsőoktatásról szóló törvényben meghatározott esetben a felsőoktatási intézmény oktatója, tanára és tudományos kutatója,
j) a gyermekek védelméről és a gyámügyi igazgatásról szóló törvényben, valamint a szociális igazgatásról és a szociális ellátásokról szóló törvényben meghatározott munkakörben foglalkoztatott személy e tevékenységének gyakorlása során,
k) az erdészeti szakszemélyzet és a jogosult erdészeti szakszemélyzet tagja az erdőről, az erdő védelméről és az erdőgazdálkodásról szóló törvényben meghatározott tevékenysége körében,
l) a hivatásos vadász a vad védelméről, a vadgazdálkodásról, valamint a vadászatról szóló törvényben meghatározott tevékenysége körében,
m) a halászati őr a halászatról és a horgászatról szóló törvényben meghatározott tevékenysége körében,
n) a közösségi közlekedési eszközt működtető gazdálkodó szervezetnél végrehajtói feladatot ellátó személy e tevékenysége során,
o) az egyetemes postai szolgáltatónál ügyfélkapcsolati feladatot ellátó személy e tevékenysége során;
13. külföldi hivatalos személy:
a) a külföldi államban jogalkotási, igazságszolgáltatási, közigazgatási vagy bűnüldözési feladatot ellátó személy,
b) törvényben kihirdetett nemzetközi szerződéssel létrehozott nemzetközi szervezetnél szolgálatot teljesítő személy, akinek a tevékenysége a szervezet rendeltetésszerű működéséhez tartozik,
c) törvényben kihirdetett nemzetközi szerződéssel létrehozott nemzetközi szervezet közgyűlésébe, testületébe megválasztott személy, ideértve a külföldön megválasztott európai parlamenti képviselőt is,
d) a Magyarország területén, illetve állampolgárai felett joghatósággal rendelkező nemzetközi bíróság tagja, a nemzetközi bíróságnál szolgálatot teljesítő személy, akinek a tevékenysége a bíróság rendeltetésszerű működéséhez tartozik;
14. hozzátartozó:
a) az egyeneságbeli rokon és ennek házastársa vagy élettársa,
b) az örökbefogadó és a nevelőszülő (ideértve az együtt élő mostohaszülőt is), az örökbe fogadott és a nevelt gyermek (ideértve az együtt élő mostohagyermeket is),
c) a testvér és a testvér házastársa vagy élettársa,
d) a házastárs, az élettárs,
e) a házastárs vagy az élettárs egyeneságbeli rokona és testvére;
15. információs rendszer: az adatok automatikus feldolgozását, kezelését, tárolását, továbbítását biztosító berendezés, vagy az egymással kapcsolatban lévő ilyen berendezések összessége;
16. kár: e törvény eltérő rendelkezése hiányában a bűncselekménnyel a vagyonban okozott értékcsökkenés;
17. vagyoni hátrány: e törvény eltérő rendelkezése hiányában a vagyonban okozott kár és az elmaradt vagyoni előny;
18. kábítószer:
a) az 1988. évi 17. törvényerejű rendelettel kihirdetett, az Egységes Kábítószer Egyezmény módosításáról és kiegészítéséről szóló, Genfben, 1972. március 25-én kelt Jegyzőkönyvvel módosított és kiegészített, az 1965. évi 4. törvényerejű rendelettel kihirdetett, a New Yorkban, 1961. március 30-án kelt Egységes Kábítószer Egyezmény mellékletének I. és II. Jegyzékében meghatározott anyag,
b) az 1979. évi 25. törvényerejű rendelettel kihirdetett, a pszichotróp anyagokról szóló, Bécsben, az 1971. évi február hó 21. napján aláírt egyezmény mellékletének I. és II. Jegyzékében meghatározott veszélyes pszichotróp anyag és
c)177 az emberi alkalmazásra kerülő gyógyszerekről és egyéb, a gyógyszerpiacot szabályozó törvények módosításáról szóló 2005. évi XCV. törvény 2. számú mellékletében meghatározott pszichotróp anyag;
19. készpénz-helyettesítő fizetési eszköz a hitelintézetekről szóló törvényben meghatározott készpénz-helyettesítő fizetési eszköz és a forgatható utalvány, a kincstári kártya, az utazási csekk, a kifizetőt terhelő adó mellett vagy adómentesen adható, korlátozott körű áruk vagy szolgáltatások ellenértékének kiegyenlítése céljából törvény alapján kibocsátott utalvány és a váltó, feltéve, hogy kivitelezése, kódolása vagy a rajta lévő aláírás folytán a másolás, a meghamisítás vagy a jogosulatlan felhasználás ellen védett;
20. elektronikus készpénz-helyettesítő fizetési eszköz a hitelintézetekről szóló törvényben meghatározott készpénz-helyettesítő fizetési eszköz mellett a kincstári kártya és a személyi jövedelemadóról szóló törvény felhatalmazása alapján kiadott elektronikus utalvány, feltéve, hogy ezek információs rendszer útján kerülnek felhasználásra;
21. közérdekű üzem:
a) a közmű,
b) a közösségi közlekedési üzem,
c) az elektronikus hírközlő hálózat,
d) az egyetemes postai szolgáltató közérdekű feladatainak teljesítése érdekében üzemeltetett logisztikai, pénzforgalmi és informatikai központok és üzemek,
e) a hadianyagot, haditechnikai eszközt termelő üzemet, energiát vagy üzemi felhasználásra szánt alapanyagot termelő üzem;
22. nagy nyilvánosságon a bűncselekménynek a sajtótermék, médiaszolgáltatás, sokszorosítás vagy elektronikus hírközlő hálózaton való közzététel útján történő elkövetését is érteni kell;
23. nemzetközi szerződés által tiltott fegyver:
a) az 1955. évi 20. törvényerejű rendelettel kihirdetett, a fojtó, mérges és egyéb hasonló gázok, valamint a bakteriológiai eszközök hadviselési célokra történő használatának eltiltására vonatkozóan Genfben, az 1925. évi június hó 17. napján kelt jegyzőkönyvben említett fojtó, mérges és egyéb hasonló gáz, a bakteriológiai harci eszköz,
b) az 1975. évi 11. törvényerejű rendelettel kihirdetett, a bakteriológiai (biológiai) és toxinfegyverek kifejlesztésének, előállításának és tárolásának megtiltásáról és e fegyverek megsemmisítéséről szóló, az Egyesült Nemzetek Szervezete XXVI. ülésszakán, 1971. december 10-én elfogadott egyezmény 1. cikkében meghatározott bakteriológiai (biológiai) és toxinfegyver,
c) az 1984. évi 2. törvényerejű rendelettel kihirdetett, a „Mértéktelen sérülést okozónak vagy megkülönböztetés nélkül hatónak tekinthető egyes hagyományos fegyverek alkalmazásának betiltásáról, illetőleg korlátozásáról” szóló, Genfben, az 1980. évi október hó 15. napján kelt egyezményhez csatolt
ca) I. Jegyzőkönyvben meghatározott röntgensugárral ki nem mutatható repesszel sérülést okozó fegyver,
cb) az 1997. évi CXXXIII. törvénnyel kihirdetett II. Módosított Jegyzőkönyv 2. Cikk 1-5. pontjában meghatározott akna, távtelepítésű akna, gyalogság elleni akna, meglepő akna és más eszköz,
cc) III. Jegyzőkönyv 1. Cikk 1. pontjában meghatározott gyújtófegyver,
cd) IV. jegyzőkönyv I. Cikkében meghatározott vakító lézerfegyver,
d) az 1997. évi CIV. törvénnyel kihirdetett, a vegyifegyverek kifejlesztésének, gyártásának, felhalmozásának és használatának tilalmáról, valamint megsemmisítéséről szóló, Párizsban, 1993. január 13-án aláírt egyezmény II. Cikk 1. és 7. pontjában meghatározott vegyifegyver vagy vegyi kényszerítő eszköz,
e) az 1998. évi X. törvénnyel kihirdetett Gyalogsági aknák alkalmazásának, felhalmozásának, gyártásának és átadásának betiltásáról, illetőleg megsemmisítéséről szóló, Oslóban, 1997. szeptember 18-án elfogadott egyezmény 2. Cikk 1. pontjában meghatározott gyalogsági akna,
f) a 2012. évi XI. törvénnyel kihirdetett, a Kazettás Lőszerekről szóló Egyezmény 2. Cikk 2. pontjában meghatározott kazettás lőszer, valamint 2. Cikk 13. pontjában meghatározott kisméretű ejtőlőszer;
24. nyilvános rendezvény: a gyülekezési jogról szóló törvény hatálya alá tartozó rendezvény, továbbá az olyan rendezvény, amely mindenki számára azonos feltételek mellett nyitva áll;
25. prostitúció a rendszeres haszonszerzés céljából történő szexuális cselekmény végzése;
26. személy elleni erőszakos bűncselekmény:
a) a népirtás [142. § (1) bekezdés], az emberiesség elleni bűncselekmény [143. § (1) bekezdés], az apartheid [144. § (1)-(3) bekezdés],
b) a hadikövet elleni erőszak (148. §), a védett személyek elleni erőszak [149. § (1)-(2) és (4) bekezdés], az egyéb háborús bűntett (158. §),
c) az emberölés [160. § (1)-(3) és (5) bekezdés], az erős felindulásban elkövetett emberölés (161. §), a testi sértés [164. § (3)-(6) és (8) bekezdés],
d) az emberrablás [190. § (1)-(4) bekezdés], az emberkereskedelem [192. § (1)-(6) bekezdés], a kényszermunka (193. §), a személyi szabadság megsértése (194. §), a kényszerítés (195. §),
e) a szexuális kényszerítés (196. §), a szexuális erőszak [197. § (1)-(4) bekezdés],
f) a lelkiismeret és vallásszabadság megsértése (215. §), a közösség tagja elleni erőszak [216. § (2)-(3) bekezdés], az egyesülési, a gyülekezési szabadság, valamint a választási gyűlésen való részvétel jogának megsértése (217. §),
g) az alkotmányos rend erőszakos megváltoztatása [254. § (1) bekezdés], a lázadás [256. § (1)-(2) bekezdés],
h) a bántalmazás hivatalos eljárásban [301. § (1)-(2) bekezdés], a bántalmazás közfeladatot ellátó személy eljárásában [302. § (1)-(2) bekezdés], a kényszervallatás [303. § (1)-(2) bekezdés], a jogellenes fogvatartás (304. §),
i) a hivatalos személy elleni erőszak [310. § (1)-(3) és (5) bekezdés], a közfeladatot ellátó személy elleni erőszak (311. §), a hivatalos személy vagy közfeladatot ellátó személy támogatója elleni erőszak (312. §), a nemzetközileg védett személy elleni erőszak [313. § (1) bekezdés],
j) a terrorcselekmény [314. § (1)-(2) bekezdés], a jármű hatalomba kerítése [320. § (1)-(2) bekezdés],
k) a rablás [365. § (1)-(4) bekezdés], a zsarolás (367. §), az önbíráskodás [368. § (1)-(2) bekezdés],
l) a zendülés minősített esetei [442. § (2)-(6) bekezdés] és az elöljáró vagy szolgálati közeg elleni erőszak [445. §];
27. szexuális cselekmény: a közösülés és minden súlyosan szeméremsértő cselekmény, amely a nemi vágy felkeltésére, fenntartására vagy kielégítésére alkalmas, vagy arra irányul;
28. üzletszerűen követi el a bűncselekményt, aki ugyanolyan vagy hasonló jellegű bűncselekmények elkövetése révén rendszeres haszonszerzésre törekszik;
29. védekezésre képtelennek kell tekintetni azt is, aki helyzeténél vagy állapotánál fogva ideiglenesen vagy véglegesen nem képes ellenállás kifejtésére;
30. védett kulturális javak alatt érteni kell a védetté nyilvánított kulturális javakat is;
31. visszaeső a szándékos bűncselekmény elkövetője, ha korábban szándékos bűncselekmény miatt végrehajtandó szabadságvesztésre ítélték, és a büntetés kitöltésétől vagy végrehajthatósága megszűnésétől az újabb bűncselekmény elkövetéséig három év még nem telt el;
a) különös visszaeső az a visszaeső, aki mindkét alkalommal ugyanolyan vagy hasonló jellegű bűncselekményt követ el;
b) többszörös visszaeső az, akit a szándékos bűncselekmény elkövetését megelőzően visszaesőként végrehajtandó szabadságvesztésre ítéltek, és az utolsó büntetés kitöltésétől vagy végrehajthatósága megszűnésétől a szabadságvesztéssel fenyegetett újabb bűncselekmény elkövetéséig három év még nem telt el;
c) erőszakos többszörös visszaeső az a többszörös visszaeső, aki mindhárom alkalommal személy elleni erőszakos bűncselekményt követ el.
(2) Ahol e törvény élettársat említ, azon a bejegyzett élettársat is érteni kell.
(3) Ahol e törvény szövetséges fegyveres erőt, külföldi hadműveleti területen végzett humanitárius tevékenységet, békefenntartást vagy humanitárius műveletet említ, azon a honvédelemről és a Magyar Honvédségről szóló törvényben meghatározott fogalmakat kell érteni.
(3a) Ahol e törvény rendfokozatot említ, azon a Magyar Honvédség tényleges állományú tagja esetében a viselt rendfokozatot, a rendőrség, az Országgyűlési Őrség, a büntetés-végrehajtási szervezet, a hivatásos katasztrófavédelmi szerv és a polgári nemzetbiztonsági szolgálatok hivatásos állományú tagja esetében a betöltött szolgálati beosztás besorolása és fizetési fokozata alapján meghatározott rendfokozatot kell érteni.
(4) Ahol e törvény szigorúan titkos, titkos, bizalmas, illetve korlátozott terjesztésű minősítésű adatot említ, azon a minősített adat védelméről szóló törvényben meghatározott nemzeti vagy külföldi minősített adatot kell érteni.
(5) E törvény alkalmazásában
a) harmadik országbeli állampolgár alatt a harmadik országbeli állampolgárok beutazásáról és tartózkodásáról szóló törvényben meghatározott fogalmat kell érteni,
b) keresőtevékenység folytatására jogosító engedély: a harmadik országbeli állampolgárok beutazásáról és tartózkodásáról szóló törvényben meghatározott olyan tartózkodásra jogosító engedély, amellyel a harmadik országbeli állampolgár keresőtevékenységet folytathat;
(6) E törvény alkalmazásában az érték, a kár, valamint a vagyoni hátrány
a) ötvenezer-egy és ötszázezer forint között kisebb,
b) ötszázezer-egy és ötmillió forint között nagyobb,
c) ötmillió-egy és ötvenmillió forint között jelentős,
d) ötvenmillió-egy és ötszázmillió forint között különösen nagy,
e) ötszázmillió forint felett különösen jelentős.
460. § (1) A XIV. Fejezet alkalmazásában védett személy az, aki az ellenségeskedésekben nem vesz közvetlenül részt, így különösen
a) a fegyveres erőknek az a tagja, aki letette a fegyvert, és magát az ellenségeskedésekből kivonva megadta;
b) aki betegség, sebesülés, elfogatás vagy más ok következtében egyértelműen harcképtelenné vált, vagy magát az ellenségeskedésekből egyértelműen kivonta;
c) az Egyesült Nemzetek Alapokmánya szerint tevékenykedő humanitárius segély- vagy békefenntartó misszió személyzete, ha az jogosult a polgári személyeknek vagy polgári létesítményeknek a fegyveres konfliktusok nemzetközi joga által biztosított védelemre;d) a polgári személy, amennyiben és ameddig nem vesz közvetlenül részt az ellenségeskedésekben.
(2) A XXVI. Fejezet alkalmazásában
a) fegyelmi ügynek azt az eljárást kell tekinteni, amelyre törvény állapítja meg a fegyelmi vétségnek minősülő magatartást, az eljárás részletes szabályait és a kiszabható fegyelmi büntetéseket;
b) polgári ügynek kell tekinteni a választottbíróság előtt folyamatban lévő ügyet is.
461. § (1) A 176-180. § alkalmazásában a kábítószer csekély mennyiségű, ha
a) annak bázis formában megadott tiszta hatóanyag-tartalma
aa) LSD esetén a 0,001 gramm,
ab) pszilocibin esetén a 0,1 gramm,
ac) pszilocin esetén a 0,2 gramm,
ad) amfetamin, metamfetamin és MDPV esetén a 0,5 gramm,
ae) dihidrokodein esetén a 0,8 gramm,
af) heroin esetén a 0,6 gramm,
ag) morfin esetén a 0,9 gramm,
ah) ketamin, kodein, MDA, MDMA, N-etil-MDA (MDE), MBDB, 1-PEA, N-metil-1-PEA, mCPP, metadon, 4-fluoramfetamin és petidin esetén az 1 gramm,
ai) mefedron, metilon és 4-MEC esetén az 1,5 gramm,
aj) kokain esetén a 2 gramm,
ak) BZP esetén a 3 gramm,
b) GHB esetén annak sav formában megadott tiszta hatóanyag-tartalma a 7,5 gramm,
c) tetrahidro-kannabinol (THC) esetén a tiszta és savformában együttesen jelen levő THC-tartalom (totál-THC) a 6 gramm mennyiséget nem haladja meg.
(2) A 176-180. § alkalmazásában a kábítószer csekély mennyiségű, ha kannabisz növény esetén a növényegyedek száma legfeljebb öt.
(3) A 176-180. § alkalmazásában az (1)-(2) bekezdés szerinti kábítószer
a) jelentős mennyiségű, ha az adott kábítószerre meghatározott csekély mennyiség felső határának hússzoros,
b) különösen jelentős mennyiségű, ha az adott kábítószerre meghatározott csekély mennyiség felső határának kétszázszoros mértékét meghaladja.
(4) A 176-180. § alkalmazásában az (1)-(2) bekezdésben nem szereplő kábítószer esetén a kábítószer
a) csekély mennyiségű, ha annak tiszta hatóanyag-tartalma a hozzá nem szokott fogyasztó átlagos hatásos adagjának hétszeres mértékét nem haladja meg,
b) jelentős mennyiségű, ha annak tiszta hatóanyag-tartalma a hozzá nem szokott fogyasztó átlagos hatásos adagjának száznegyvenszeres mértékét meghaladja,
c) különösen jelentős mennyiségű, ha annak tiszta hatóanyag-tartalma a hozzá nem szokott fogyasztó átlagos hatásos adagjának ezernégyszázszoros mértékét meghaladja.<poem>”